# International Franz Liszt Piano Competition

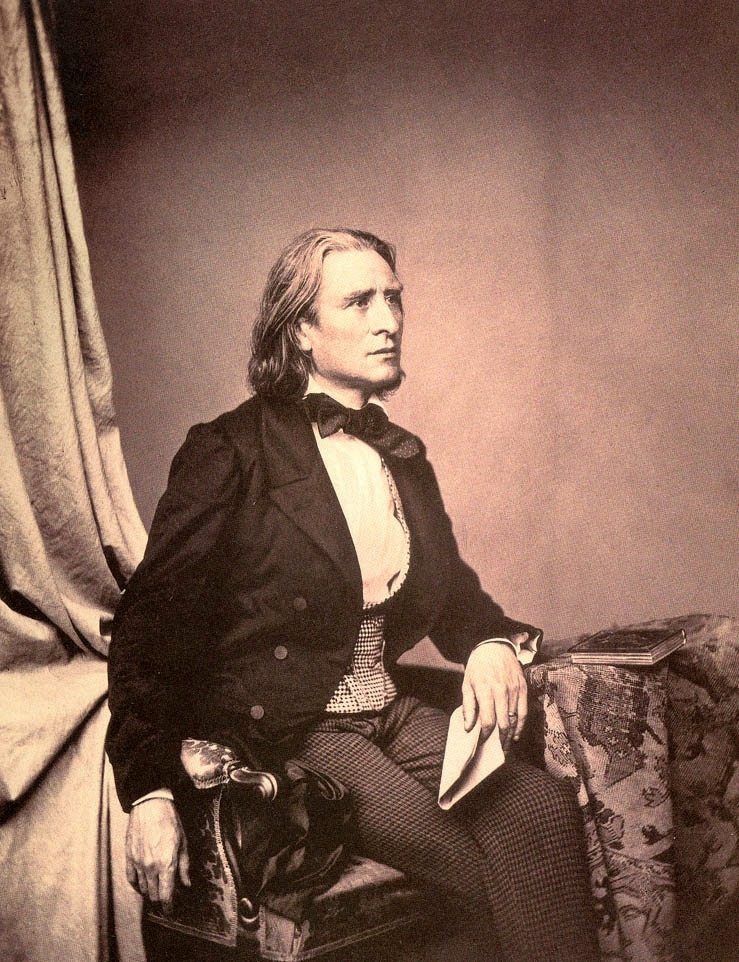
Franz Liszt (1811–1886) – Namensgeber des internationalen Klavierwettbewerbs „International Franz Liszt Piano Competition“

Die International Franz Liszt Piano Competition ist ein internationaler Klavierwettbewerb. Er ist Mitglied der World Federation of International Music Competitions.
Der Wettbewerb findet im niederländischen Utrecht statt, erstmals 1986, 100 Jahre nach dem Tod von Franz Liszt.
Bis zur 9. Ausgabe 2011 wurden jeweils mehr als 200 Teilnehmer ausgewählt. Seit der 10. Ausgabe 2014 werden nach den internationalen Auswahlrunden in den USA, Asien und Europa nur noch 14 Teilnehmer ausgewählt.

## Preisträger
Quelle: Offizielle Website des Wettbewerbs
1986
- 1. Preis: Martyn van den Hoek (Niederlande)
- 2. Preis: Gregorio Nardi (Italien)
- 3. Preis: Michael Lewin (USA)

1989
- 1. Preis: Enrico Pace (Italien)
- 2. Preis: Alexei Orlowetski (Russland)
- 3. Preis: Wibi Soerjadi (Niederlande)

1992
- 1. Preis: Sergei Paschkewitsch (Russland)
- 2. Preis: Ewelina Worontsowa (Russland)
- 3. Preis: Ewelina Borbeli (Russland)

1996
- 1. Preis: Igor Roma (Italien)
- 2. Preis: nicht vergeben
- 3. Preis: Tomoko Narata (Japan), Chi Wu (China)

1999
- 1. Preis: Masaru Okada (Japan)
- 2. Preis: Mariangela Vacatello (Italien)
- 3. Preis: Li Yundi (China)

2002
- 1. Preis: Jean Dubé (Frankreich)
- 2. Preis: Ilona Timtschenko (Russland)
- 3. Preis: Giancarlo Crespeau (Frankreich)

2005
- 1. Preis: Yingdi Sun (China)
- 2. Preis: Anton Salnikow (Russland)
- 3. Preis: Christiaan Kuyvenhoven (Niederlande)

2008
- 1. Preis: Witali Pisarenko (Russland)
- 2. Preis: Nino Gwetadse (Georgien)
- 3. Preis: Anzhelika Fuks (Ungarn/Ukraine)

2011
- 1. Preis: Masataka Goto (Japan)
- 2. Preis: Olga Koslowa (Russland)
- 3. Preis: Oleksandr Poliykow (Ukraine)

2014
- 1. Preis: Mariam Batsaschwili (Georgien)
- 2. Preis: Peter Klimo (USA)
- 3. Preis: Mengjie Han (Niederlande)

2017
- 1. Preis: Alexander Ullman (Großbritannien)
- 2. Preis: Minsoo Hong (Südkorea)
- 3. Preis: Dina Ivanova (Russland)

2020

Die 12. Ausgabe wurde wegen COVID-19 abgesagt. Stattdessen wurde ein Publikumspreis vergeben, der auf Online-Videoaufnahmen basierte.
- Publikumspreis: Tamta Magradze (Georgien)